# Cerco de Hōjūjidono
O Cerco de Hōjūjidono (法住寺合戦, ,Palácio Hōjūji, 1184) fez parte das Guerras Genpei no final do Período Heian da História do Japão.
Foi um elemento-chave do conflito entre Minamoto no Yoshinaka e seus primos Minamoto no Yoritomo e Minamoto no Yoshitsune pelo controle do Clã Minamoto. Já a algum tempo, Yoshinaka queria a assumir o controle do clã de seus primos. Ao voltar para Kyoto a partir de suas vitórias em Kurikara e Shinohara, decidiu se separar da clã, conspirando com Minamoto no Yukiie para sequestrar o Imperador Go-Shirakawa, e estabelecer um governo próprio, nas províncias ao norte de Kyoto. Mas Yukiie no final, não ajudou Yoshinaka neste esquema, avisou o Imperador, que por sua vez alertou Yoritomo. Então Yoshinaka ataca o Hōjūjidono, incendiando-o, matando seus defensores, e prendendo o Imperador. Yoshinaka depois de muitas batalhas nas ruas de Kyoto,  contra nobres da corte e os Sohei (monges guerreiros) dos templos Enryaku-ji (Monte Hiei) e Mii-dera, finalmente consegue sair da cidade vitorioso, levando consigo o Imperador. No entanto, neste momento, os exércitos Minamoto, comandados por Yukiie, Yoritomo, Yoshitsune, e Noriyori rumavam para a capital. Yoshinaka consegue fugir através da Ponte de Uji, onde lutou na chamada Segunda Batalha de Uji.